# Морган (окръг, Мисури)
Вижте пояснителната страница за други значения на Морган.
Окръг Морган (на английски: Morgan County) е окръг в щата Мисури, Съединени американски щати. Площта му е 1590 km², а населението - 19 309 души (2000). Административен център е град Върсейлз.